# Fetysz (film)
Fetysz – polska komedia obyczajowa z 1984 roku w reżyserii Krzysztofa Wojciechowskiego. Zdjęcia kręcono w Łodzi.

## Opis fabuły
Polska lat 80. XX w. Winicjusz Rudy, głowa rodziny i działacz społeczny, jest uczciwym inspektorem sanepidu. Komuś takiemu trudno żyć w PRL-owskiej rzeczywistości – łapówek od kierowników kontrolowanych lokali gastronomicznych brać nie chce, za uczciwy handel na Bazarze Różyckiego jest oskarżany przez milicję o spekulanctwo.
Rudy ma jedno marzenie – mieć Fiata 126 p. Kiedy w końcu, po wielu trudach, udaje mu się zdobyć upragnione prawo jazdy i „malucha” (tj. załatwić), wóz zostaje skradziony. Popularna marka i kolor samochodu – „piasek pustyni”, jedyny, w jakim jest produkowany – czynią go w praktyce niemożliwym do odnalezienia. Zdesperowany Rudy, po bezowocnym oczekiwaniu na efekty milicyjnych poszukiwań, postanawia ukraść identyczne auto. Nie jest to trudne, biorąc pod uwagę mnogość marki w poszukiwanym kolorze i łatwość sforsowania zamków. Jego rodzina o niczym nie wie. Pierwsze skradzione auto Rudy prezentuje jako swoje, odzyskane. Jednak wkrótce zostaje skradziony i ten wóz. Rudy kradnie kolejnego „malucha”, który również po pewnym czasie pada łupem złodziei. Sytuacja zaczyna się powtarzać: Rudemu kradną kolejne samochody, a on kradnie innym. W końcu jego proceder kradzieży samochodu tej samej marki i w tym samym kolorze, powoduje powołanie przez MO specjalnej grupy dochodzeniowej (zwłaszcza że łupem Rudego w pewnym momencie pada nawet „maluch” majora milicji). Donos „życzliwego” sąsiada sprawia, że w końcu milicja wpada na trop Rudego. Jednak dla zmylenia pościgu, ostatnim łupem Rudego pada „maluch” w kolorze granatowym i to właśnie w nim „nakrywają” go milicjanci. Rudy siedzi w celi pełen niespokojnego oczekiwania na odsiadkę. Po laboratoryjnych badaniach auta, w którym złapała go milicja, okazuje się jednak, że granatowy maluch to w rzeczywistości pierwsze auto Rudego, które nabył legalnie i które po kradzieży zostało przelakierowane. Jedyny zarzut, jaki może mu postawić prokurator, to kradzież własnego samochodu, Rudy zostaje więc zwolniony.
W ostatniej scenie filmu Rudy opuszcza areszt, a zwrócony mu granatowy maluch, niekierowany przez nikogo, podąża za nim.

## Główne role
- Jan Prochyra – Winicjusz Rudy
- Ewa Ziętek – Ewa, żona Rudego
- Ludwik Benoit – ojciec Rudego
- Tomasz Wojciechowski – Wojtek, syn Rudego
- Agata Kryska-Ziętek – Agata, córka Rudego
- Leon Niemczyk – major MO
- Wojciech Brzozowicz – Gienek, przyjaciel Rudego
- Ireneusz Gawroński – kierownik „Polmozbytu”
- Krzysztof Kość – kierownik piwiarni
- Michał Aleksiejew – „Misio”, pomocnik handlarza na giełdzie
- Zbigniew Bartosiewicz – sąsiad-donosiciel
- Edward Narkiewicz – dzielnicowy
- Witold Ostrowski – handlarz na giełdzie
- Tadeusz Biernacki – instruktor samochodowy

i inni.